# Andrzej Tomczak
Andrzej Kazimierz Tomczak (ur. 12 września 1922 w Besiekierzu Nawojowym (Gorzewo), zm. 8 lutego 2017 w Toruniu) – polski historyk, archiwista, profesor nauk humanistycznych, w czasie II wojny światowej działacz ZWZ.

## Życiorys
Jego rodzicami byli: Józef Tomczak, poseł na Sejm II RP z ramienia Związku Ludowo-Narodowego, i Aniela z domu Twardowska. Jego dziadek Kazimierz Twardowski był twórcą polskiej filozofii uniwersyteckiej i profesorem filozofii na Uniwersytecie Jana Kazimierza we Lwowie, a jego stryj, Kazimierz Tomczak, biskupem sufraganem łódzkim.
Edukację rozpoczął w szkole podstawowej i Prywatnym Gimnazjum Męskim A. Zimowskiego w Łodzi, naukę w liceum humanistycznym przerwał wybuch II wojny światowej. W 1942 uzyskał maturę w warszawskim tajnym Liceum im. Św. Stanisława. Po maturze uczył na tajnych kompletach w zakresie czteroklasowego gimnazjum (m.in.: polskiego, historii, geografii). W 1945 rozpoczął studia historyczne w Łodzi, które kontynuował od 1946 na Uniwersytecie Mikołaja Kopernika w Toruniu, gdzie prof. Ludwik Kolankowski zaproponował mu stanowisko zastępcy asystenta. Podczas studiów zainteresował się archiwistyką. W 1947 i 1948 odbył praktykę w Archiwum Głównym Akt Dawnych w Warszawie pod kierunkiem Adama Stebelskiego i Jadwigi Karwasińskiej. W 1948 uzyskał magisterium z filozofii w zakresie historii, na podstawie pracy Walenty Dembiński, ostatni kanclerz Polski Jagiellońskiej (promtorem był Ludwik Kolankowski). Po studiach jako młodszy asystent, a później asystent, kontynuował pracę naukową i dydaktyczną na UMK. Na podstawie pracy Walenty Dembiński i jego ród uzyskał w 1950 stopień doktora nauk humanistycznych (jej promotorem był prof. Ludwik Kolankowski). W tym samym roku, ze względów politycznych, zmuszony był do opuszczenia UMK. Przeniósł się do Łodzi, gdzie od sierpnia podjął pracę na stanowisku archiwisty w tamtejszym Wojewódzkim Archiwum Państwowym.
Od 1955 był kustoszem w Wojewódzkim Archiwum Państwowym i kierował Oddziałem Zbiorów i Kolekcji. W tym okresie zajął się też metodyką archiwalną. W 1957 wrócił na UMK, gdzie objął stanowisko adiunkta w Katedrze Archiwistyki i Nauk Pomocniczych Historii. Rada Wydziału Humanistycznego UMK w 1964, na podstawie rozprawy pt. Kancelaria biskupów włocławskich w okresie księgi wpisów (XV–XVIII w.) oraz kolokwium habilitacyjnego, nadała mu stopień doktora habilitowanego w zakresie historii nowożytnej i nauk pomocniczych historii. W 1965 został docentem w Instytucie Historii UMK, a następnie kierownikiem Zakładu Archiwistyki. Od 1973 był zastępcą dyrektora Instytutu Historii i Archiwistyki, a w latach 1973–1990 kierownikiem Studium Podyplomowego Archiwistyki. Dzięki jego staraniom, w 1969 Instytut Historii UMK, jako jedyny w Polsce, został przekształcony w Instytut Historii i Archiwistyki. 4 kwietnia 1974 uchwałą Rady Państwa uzyskał tytuł profesora nadzwyczajnego nauk humanistycznych, a 19 lutego 1981 profesora zwyczajnego. Z jego inicjatywy doszło do podpisania umowy o współpracy między UMK a Naczelną Dyrekcją Archiwów Państwowych w Warszawie.
Głównym kierunkiem jego badań była archiwistyka, a ponadto: historia polityczna Polski XVI stulecia, dyplomatyka nowożytna, geografia historyczna i kartografia, historia regionalna (głównie Łęczyckie) oraz edytorstwo źródeł historycznych.
Autor 12 biogramów w Polskim Słowniku Biograficznym.
Spoczywa w miejscowości Gieczno koło Łodzi.

## Działalność
Członek licznych Rad i Stowarzyszeń, m.in.:
- Bydgoskiego Towarzystwa Naukowego,
- Polskiego Towarzystwa Historycznego,
- Stowarzyszenia Archiwistów Polskich,
- Towarzystwa Naukowego w Toruniu,
- Rady Archiwalnej przy Naczelnej Dyrekcji Archiwów Państwowych,
- Komitetu Redakcyjnego „Archeionu”,
- Rady Naukowej Archiwum Polskiej Akademii Nauk,
- Podkomisji Archiwalnej w Komisji Wydawnictw, Informacji, Bibliotek Rady Głównej Nauki, Szkolnictwa Wyższego i Techniki oraz zespołu dydaktycznego historii przy tymże Ministerstwie.
- Rady Naukowej Instytutu Historii Polskiej Akademii Nauk,
- Komitetu Nauk Historycznych Polskiej Akademii Nauk,
- Rady Naukowej Instytutu Historii Nauki Polskiej Akademii Nauk,
- Rady Naukowej Kasy im. Józefa Mianowskiego oraz Rady Programowej pisma tej Kasy „Nauka Polska, jej potrzeby, organizacja i rozwój”,
- Zarządu Fundacji Archiwum Pomorskie Armii Krajowej,
- Komitetu Redakcyjnego Biblioteki Fundacji Archiwum Pomorskie Armii Krajowej,
- Towarzystwa Bibliofilów im. J. Lelewela,
- Polskiej Akademii Umiejętności w Krakowie.
- członek honorowy Polskiego Towarzystwa Turystyczno-Krajoznawczego Oddziału Uniwersyteckiego w Toruniu
- Członek Honorowy Polskiego Towarzystwa Turystyczno-Krajoznawczego[4].

## Odznaczenia i wyróżnienia
- W 2013 roku za wybitne osiągnięcia w pracy naukowo-badawczej i działalności dydaktycznej, za zasługi na rzecz rozwoju nauki został przez prezydenta Bronisława Komorowskiego odznaczony Krzyżem Komandorskim Orderu Odrodzenia Polski, którym udekorowano go 3 maja 2013 r. podczas uroczystości na Zamku Królewskim z okazji Święta Narodowego 3 Maja[5][6]. Wcześniej Krzyżami Kawalerskim i Oficerskim OOP.
- W 2014 roku uhonorowany tytułem Doktor Honoris Causa Uniwersytetu Szczecińskiego[7].
- W 2015 roku odznaczony Krzyżem z Mieczami Orderu Krzyża Niepodległości za wybitne zasługi poniesione w walce z bronią w ręku o suwerenność i niepodległość Państwa Polskiego w latach 1939−1956[8]
- W 2015 roku odznaczony Medalem "Pro Patria".